# Bandidos na TV
Bandidos na TV é um documentário baseado em fatos reais sobre crime que foi lançada na Netflix em 31 de maio de 2019, sobre o apresentador de televisão e político brasileiro Wallace Souza, acusado de ordenar uma série de assassinatos para melhorar os índices de audiência de seu popular programa de televisão Canal  Livre.

## Premissa
Wallace Souza foi o apresentador do Canal Livre, um programa que durou 10 anos em Manaus, Amazonas, na TV Rio Negro. O sucesso de seu programa - que se especializou em expor e 'outing' assassinatos, sequestros e operações anti-tráfico - tornou Wallace Souza muito popular e o levou a ser eleito congressista no estado do Amazonas.  Em 2009, a polícia começou a investigar Souza sob a acusação de ordenar assassinatos para aumentar a audiência do seu programa.

## Episódios
| Nº | Episódio           | Data       | Diretor       |
| -- | ------------------ | ---------- | ------------- |
| 01 | A acusação         | 31/05/2019 | Daniel Bogado |
| 02 | A investigação     | 31/05/2019 | Daniel Bogado |
| 03 | Conspiração        | 31/05/2019 | Daniel Bogado |
| 04 | O filho            | 31/05/2019 | Daniel Bogado |
| 05 | Nas mãos de Deus   | 31/05/2019 | Daniel Bogado |
| 06 | O julgamento       | 31/05/2019 | Daniel Bogado |
| 07 | Comoção e bárbarie | 31/05/2019 | Daniel Bogado |